# Pierre-Julien Leclair
Pour l’article homonyme, voir Leclair.
Pierre-Julien Leclair (16 septembre 1860-10 mai 1897) est un avocat et homme politique fédéral du Québec.

## Biographie
Né à Sainte-Thérèse dans le Canada-Est, il étudia au Collège Sainte-Thérèse et ensuite à l'Université Laval où il obtint un LL.B.. Il étudia le droit avec la firme De Lorimier & De Lorimier et, devenu apte à pratiquer en 1883, il devint partenaire de la firme Augé, Leclair & Chaffers.
Élu par acclamation député du Parti conservateur dans la circonscription fédérale de Terrebonne lors de l'élection partielle déclenchée après la démission du député Joseph-Adolphe Chapleau en 1893, il ne se représente pas en 1896.

## Référence
1. ↑  William Cochrane et J. Castell (John Castell) Hopkins, The Canadian album : men of Canada; or, Success by example, in religion, patriotism, business, law, medicine, education and agriculture; containing portraits of some of Canada's chief business men, statesmen, farmers, men of the learned professions, and others; also, an authentic sketch of their lives; object lessons for the present generation and examples to posterity, Brantford, Ont. : Bradley, Garretson & Co., 1891-1896 (lire en ligne), p. 369